# Pseudoplatyura crassitibialis
Pseudoplatyura crassitibialis är en tvåvingeart som beskrevs av Loïc Matile 1988. Pseudoplatyura crassitibialis ingår i släktet Pseudoplatyura och familjen platthornsmyggor.
Artens utbredningsområde är Nya Kaledonien. Inga underarter finns listade i Catalogue of Life.